# Streljanje
Streljanje je športna disciplina, pri kateri tekmovalci uporabljajo strelno orožje za ciljanje tarč.
V Sloveniji obstaja več vrst strelskih panog. Najbolj znana panoga je preciznostno streljanje tako s puško kot s pištolo. V tej disciplini je Rajmond Debevec tudi osvojil zlato kolajno na olimpijskih igrah v Sydneyju leta 2000.
Poleg te discipline obstajajo v Sloveniji še druge. Med najbolj zanimive štejejo IPSC (praktično streljanje s pištolo, polavtomatsko puško ter šibrenico), IDPA (obrambno strelstvo), trap (streljanje na glinaste golobe) in skeet, ki prav tako sodi med streljanje na glinaste golobe.